# Темніше, ніж ти гадаєш
«Темніше, ніж ти гадаєш» (англ. Darker Than You Think) — науково-фантастичний роман американського письменника Джека Вільямсона. Спочатку повість розширив до роману, що вийшов у видавництві Fantasy Press 1948 року. Коротка версія вийшла на сторінках журналу Unknown 1940 року. Її перевидала британська компанія Orion Books 2003 року як 38-й том у серії Fantasy Masterworks.

## Сюжет
Роман розпочинається повідомленням етнологічної експедиції до Монголії про те, що серед людства існують люди, здатні перетворюватися на тварин. Однак речник експедиції помирає від раптового таємничого нападу в розпал пресконференції, саме тоді, коли він збирався надати детальні докази своїх тверджень. Його друг, журналіст Вілл Барбі, підозрює його передбачувану колегу, чарівну Ейпріл Белл.
Сповнений рішучості відкрити правду, але також приваблений Беллом, Барбі дізнається, що в минулу епоху відбулася війна, в якій Homo sapiens переміг перевертнів (Homo lycanthropus) – які насправді також можуть перетворюватися на інших тварин, окрім вовків. Перевертні, які вижили, продовжували жити переховуючись серед людей, і чекали приходу Дитини Ночі, яка приведе їх до відновлення свого панування.
У таємній історії, описаній у книзі, середньовічне полювання на відьом було не проявом сліпого фанатизму, а засобом захисту Homo sapiens від відродження цієї дуже реальної загрози; і навпаки, сучасний скептицизм і раціональна недовіра до самого існування відьом були навмисно плекані цими прихованими перевертнями, як спосіб отримати закляття та підготуватися до їхньої контратаки.
Усвідомлюючи все це, Барбі стикається з проблемою виявити, ким і чим він є сам, і на чиєму боці йому стати в майбутній боротьбі титанів.

## Відгуки
Рецензент журналу «Аналог» Кетрін Крук-де Кемп похвалила роман як «видатне фентезі [з] чудовим дизайном сюжету, стрімкими подіями та напруженістю, яка вибухає у високонапружений хоррор».
Браян Олдіс і Девід Вінгроув назвали «Темніше, ніж ти гадаєш» як «найкращий роман Вільямсона», заявивши, що «він добре опрацьований, сповнений справжньої напруги та хвилювання, а також пронизаний добрим сильним відчуттям зла. Герої, хоча й очевидні, чітко намальовані, але головною чеснотою роману є те, що він сповнений насолоди дикого життя, вільного бігу в темряві, лісів, схилу гір й ароматів бризу».
Р. Д. Маллен описав роман як «першу серйозну спробу Вільямсона подолати межі кримінального чтива» і зазначив, що він, як і сучасні мейнстрімні романи, «поєднує фантазії наших темних забобонів з одкровеннями психоаналізу».
Роберт Вайнберг включив «Темніше, ніж ти думаєш» до свого списку провідних романів жахів й зазначив, що книга «наповнена темними, потужними образами» і що «Темніше, ніж ти думаєш» «залишається вирішальним романом про перевертня».

## Пов'язані твори
Оповідання-продовження Пола Андерсона опубліковане в триб’ют-антології Вільямсона в 1990-х роках.

## Впливи
Роман особливо вплинув на вченого-ракетника й окультиста Джека Парсонса. «Горнило влади» Вільямсона вплинуло на його уявлення про перше, але це було «Темніше, ніж ви думаєте», яке порівняло його досвід з останнім:
|  | Парсонса особливо зацікавила одна з історій Вільямсона, яка нещодавно вийшла у фантастичному журналі Unknown. ... Опис багряної жінки, яка верхи на великому звірі в цій історії, нагадує особисту міфологію Кроулі, а розповідь про Вілла Барбі, здається, захопила уяву Парсонса, оскільки вона резонувала з його власним запалом, який пробудив ОСТ. |

Ніл Ґейман сказав, що є шанувальником книги.

## ЛІтература
- Chalker, Jack L.; Mark Owings (1998). The Science-Fantasy Publishers: A Bibliographic History, 1923-1998. Westminster, MD and Baltimore: Mirage Press, Ltd. с. 236.
- Tuck, Donald H. (1978). The Encyclopedia of Science Fiction and Fantasy. Chicago: Advent. с. 462. ISBN 0-911682-22-8.